# Comté de Liberty (Floride)
Pour les articles homonymes, voir Comté de Liberty.
Le comté de Liberty (Liberty County) est un comté situé dans la région de Big Bend, État de Floride, aux États-Unis. Sa population était estimée en 2020 à 7 974 habitants. Son siège est Bristol. Le comté a été fondé en 1855.

## Comtés adjacents
- Comté de Gadsden (nord-est)
- Comté de Wakulla (est)
- Comté de Leon (est)
- Comté de Franklin (sud)
- Comté de Gulf (sud-ouest)
- Comté de Calhoun (ouest)
- Comté de Jackson (nord-ouest)

## Principale ville
- Bristol

## Démographie
| Groupe                           | Comté de Liberty | Floride | États-Unis |
| -------------------------------- | ---------------- | ------- | ---------- |
| Blancs                           | 77,3             | 75,0    | 72,4       |
| Afro-Américains                  | 17,9             | 16,0    | 12,6       |
| Autres                           | 1,9              | 3,7     | 6,4        |
| Métis                            | 1,7              | 2,5     | 2,9        |
| Amérindiens                      | 1,1              | 0,4     | 0,9        |
| Asiatiques                       | 0,2              | 2,4     | 4,8        |
| Total                            | 100              | 100     | 100        |
|                                  |                  |         |            |
| Hispaniques et Latino-Américains | 6,2              | 22,5    | 16,7       |

| 1860  | 1870  | 1880  | 1890  | 1900  | 1910  |
| ----- | ----- | ----- | ----- | ----- | ----- |
| 1 457 | 1 050 | 1 362 | 1 452 | 2 956 | 4 700 |

| 1920  | 1930  | 1940  | 1950  | 1960  | 1970  |
| ----- | ----- | ----- | ----- | ----- | ----- |
| 5 006 | 4 067 | 3 752 | 3 182 | 3 138 | 3 379 |

| 1980  | 1990  | 2000  | 2010  | - | - |
| ----- | ----- | ----- | ----- | - | - |
| 4 260 | 5 569 | 7 021 | 8 365 | - | - |